# A-bike
La A-bike es una bicicleta plegable creada por Sir Clive Sinclair (inventor del ZX80) en el Reino Unido y puesta a la venta en julio de 2006. Pesaba 6,6 kilogramos y plegada ocupa un espacio de 67x30x16 cm.
La primera versión de A-bike fue diseñada por un equipo de Daka International de Hong Kong en colaboración con Sinclair Research, y fue originalmente anunciada en 2004. Clive Sinclair ideó el concepto de la A-bike y Alex Kalogroulis fue su principal ingeniero de diseño.
Su aspecto es parecido a los patinetes infantiles de dos ruedas.
Actualmente la versión a la venta tiene un aspecto similar pero con un motor eléctrico y un peso de 12 kilogramos.

## Características
La estructura telescópica de la A-bike reduce su volumen aparente a cerca de un 25% cuando está plegada. Un sistema de cadenas gemelas le permite moverse cerca de 3.2 metros por revolución del pedal a pesar de las pequeñas ruedas macizas de 25 cm de diámetro. La cobertura rodea completamente el mecanismo de trasmisión y manejo, protegiéndola. Otra de sus características es la opción de instalar 32 led de colores en la llanta delantera.
Los frenos son muy curiosos, poco potentes pero suficientes,consisten en unos tambores invertidos descubiertos y orientados hacia el exterior y una zapata alargada que los abraza desde el exterior en una suerte de freno tipo tambor-disco .
Por su tamaño y peso (6,6 kg) no sería imprescindible plegarla para llevarla en un coche o en el metro.

## Apariciones en los medios
En noviembre de 2006, la A-bike fue expuesta por programas de televisión del Reino Unido como The Gadget Show. La distribución de la A-bike fue desarrollada también por otros programas de televisión de Reino Unido como Badger or Bust el 5 de junio de 2007.
También se publicó en Top Gear Races. La revista A to B la describió: «La A-bike es fabulosamente compacta, pero casi inmanejable».